# Nils Gissler
Nils Gissler, född 22 februari 1715 i byn Gissjö, Torps socken i Medelpad, död 19 november 1771 i Härnösand, var en svensk läkare.
Gissler blev 1733 student vid Uppsala universitet, där han först studerade teologi, men övergick till medicin och blev 1744 medicine doktor. År 1743 utnämndes han till lektor i logik, fysik och medicin vid Härnösands gymnasium samt förordnades 1762 att tillika vara provinsialläkare i Västernorrlands län.
Gissler var en skicklig läkare, som ofta på egen bekostnad beredde läkemedel åt sina patienter och även vårdade dem i sitt hem. Han gjorde ansenliga naturhistoriska samlingar och anlade strax efter sin ankomst till Härnösand en botanisk trädgård där. 
Han var även verksam som författare och i synnerhet flitig i upptecknandet av iakttagelser inom medicin och naturvetenskap, vilka han, sedan 1748 ledamot av Vetenskapsakademien, för det mesta meddelade i dennas handlingar.